# Wyższa Szkoła Zarządzania i Psychologii w Poznaniu
Wyższa Szkoła Zarządzania i Psychologii w Poznaniu, do 2024  Wyższa Szkoła Zarządzania i Bankowości w Poznaniu – najstarsza uczelnia niepubliczna w Wielkopolsce i jedna z najstarszych w Polsce, założona w 1992 r. (Rejestr Szkół Niepublicznych: 9/92).

## Cel
Głównym celem WSZiP w Poznaniu jest budowanie kultury nowoczesnego zarządzania i wspieranie indywidualnego rozwoju studentów w doskonaleniu kompetencji menedżerskich oraz wiedzy prawno-administracyjnej.

## Historia
W 1992 roku na podstawie Ustawy o szkolnictwie wyższym powstała w Poznaniu Wyższa Szkoła Zarządzania i Bankowości. Jest ona najstarszą uczelnią niepubliczną w Wielkopolsce i 9-tą tego typu w Polsce. Pomysłodawcą i założycielem Uczelni był mgr inż. Jerzy Pietrzyk.
W 1997 r. uzyskała uprawnienia do prowadzenia studiów na poziomie magisterskim na dwóch kierunkach: zarządzanie i marketing oraz administracja, a także na poziomie licencjackim na kierunku politologia. 
Uczelnia uzyskała pozytywne oceny Polskiej Komisji Akredytacyjnej dotyczące jakości kształcenia na kierunkach: zarządzanie i marketing (grudzień 2004 r.), politologia (luty 2006), administracja (wrzesień, listopad 2008), zarządzanie (marzec 2010) oraz administracja (czerwiec 2010), administracja (marzec 2015), zarządzanie (kwiecień 2016), administracja (maj 2021).
Przez 29 lat Uczelnia wykształciła 39 tys. absolwentów. WSZiP w Poznaniu od 2000 r. ma własny, nowoczesny budynek dydaktyczny i administracyjny z rektoratem, dziekanatami i biblioteką przy ul. Roboczej 4.
Z dniem 1 stycznia 2024 r. Uczelnia zmieniła nazwę na Wyższą Szkołę Zarządzania i Psychologii w Poznaniu.

## Władze Uczelni
- Rektor – prof. WSZiP dr Magdalena Mazik-Gorzelańczyk
- Kanclerz – Maria Wanierowicz
- Z-ca Kanclerza – mgr inż. Michał Pietrzyk
- Prorektor ds. naukowych – dr Ryszard Orliński
- Prorektor ds. dydaktycznych – prof. WSZiP dr Bartłomiej Juras
- Dziekan Wydziały Zarządzania i Administracji – prof. WSZiP dr Małgorzata Michalik

## Kierunki

### Studia I stopnia (licencjackie)
- administracja
- zarządzanie

### Studia II stopnia (uzupełniające magisterskie)
- administracja
- zarządzanie

### Studia magisterskie jednolite (5-letnie)
- psychologia

Dawniej:
- politologia